# Ninja Master
Ninja Master, o The Ninja Master come appare in alcune schermate, è un videogioco che rappresenta l'allenamento di un ninja, pubblicato nel 1986 per diversi home computer a 8 bit dall'etichetta Firebird, nella collana Silver dedicata alle edizioni economiche.
La versione Commodore 64 ottenne recensioni decisamente negative sulle riviste dell'epoca, sotto tutti gli aspetti; Commodore User 35 arrivò ad assegnarle un anomalo 0/10. Alla versione ZX Spectrum andò un po' meglio.
Ninja Master ebbe un seguito, Oriental Hero (1987), ma solo per Spectrum.

## Modalità di gioco
Il giocatore controlla un ninja che deve superare 4 diverse prove di abilità, che si ripetono ciclicamente. Per superare una prova e passare alla successiva bisogna raggiungere un punteggio minimo, altrimenti il gioco termina; si hanno tre tentativi per prova.
Seguono le descrizioni dei quattro livelli, tutti con visuale di lato.
1. Il ninja è fermo al centro dello schermo e gli vengono lanciate delle frecce, da quattro possibili direzioni e a varie velocità. Le frecce vanno colpite al volo con un braccio o una gamba, muovendo al momento giusto l'arto corrispondente a ciascuna direzione.
2. In un'arena con tanto di pubblico e striscioni pubblicitari, bisogna spaccare un'asse con un colpo di karate; la prova consiste nell'accumulare abbastanza forza agitando velocemente i controlli.
3. In modo simile al primo livello, bisogna intercettare con la spada gli shuriken in arrivo a tre possibili altezze.
4. Con una cerbottana bisogna colpire dei barattoli che vengono lanciati orizzontalmente nella parte alta dello schermo. Il gioco consiste soltanto nel premere il pulsante di sparo al momento giusto.

Completate le prove si guadagna una cintura e si ricomincia da capo, a maggiore difficoltà.